# گوین اسمیت
گوین اسمیت (انگلیسی: Guinn Smith; ۲ مهٔ ۱۹۲۰ – ۲۰ ژانویهٔ ۲۰۰۴) ورزشکار پرش با نیزه اهل ایالات متحده آمریکا بود.